# Listă de conducători de stat din 1148
1144 - 1145 - 1146 - 1147 - 1148 - 1149 - 1150 - 1151 - 1152
Aceasta este o listă a conducătorilor de stat din anul 1148:

## Europa
- Almohazii: Abd al-Mumin ibn Ali (conducător din dinastia Almohazilor, 1130-1163)
- Anglia: Ștefan (rege din dinastia Normandă, 1135-1141, 1141-1154; totodată, duce de Normandia, 1135-1141, 1141-1144)
- Anjou: Geoffroi al V-lea cel Frumos Plantagenet (conte, 1129/1131-1151; ulterior, duce de Normandia, 1144-1151)
- Aquitania: Alienor (ducesă, 1137-1152) și Ludovic (1137-1152; totodată, rege al Franței, 1137-1180)
- Apulia și Calabria: Roger al III-lea (duce din dinastia normandă de Hauteville, 1134-1149)
- Aragon: Petronilla (regină, 1137-1164) și Ramon Berenguer de Barcelona (rege, 1137-1162)
- Armenia, statul Siunik: Grigore al VI-lea (rege din dinastia Bagratizilor, 1105-1166)
- Austria: Henric al II-lea Jasomirgott (margraf din dinastia Babenberg, 1141-1177; duce, din 1156; totodată, duce de Bavaria, 1141-1156)
- Bavaria: Henric al XI-lea Jasomirgott (duce din dinastia Babenberg, 1141-1156; totodată, margraf de Austria, 1141-1156 și duce de Austria, 1156-1177)
- Bizanț: Manuel I (împărat din dinastia Comnenilor, 1143-1180)
- Bosnia-Herțegovina, statul Travunja: Desa (conducător, 1148 sau 1149-după 1151; totodată, conducător în Zeta și Zahumlja, 1148 sau 1149-după 1151)
- Bosnia-Herțegovina, statul Zahumlja: Desa (conducător, 1148 sau 1149-după 1151; totodată, conducător în Zeta și Travunja, 1148 sau 1149-după 1151)
- Brabant: Godefroi al III-lea (duce, 1142-1190)
- Bretagne: Conan al III-lea cel Gras (duce, 1112-1148) și Conan al IV-lea cel Mic sau cel Negru (duce, 1148/1156-1166)
- Burgundia: Eudes al II-lea (duce din dinastia Capețiană, 1143-1162)
- Capua: Robert al II-lea (principe din dinastia normandă Drengot, 1127-1156) și Guillaume cel Rău (pretendent din dinastia normandă de Hauteville, 1144-1154; ulterior, conte de Apulia și Calabria, 1149-1151; ulterior, rege al Siciliei, 1154-1166)
- Castilia: Alfonso al VII-lea (rege, 1126-1157; totodată, rege al Leonului, 1126-1157; împărat, din 1135)
- Cehia: Vladislav al II-lea (cneaz din dinastia Premysl, 1140-1172; rege, din 1158)
- Champagne: Thibaud al II-lea cel Mare (conte din casa de Blois-Champagne, 1125-1152)
- Danemarca: Svend al III-lea Grathe (rege din dinastia Estridsson, 1147-1157), Knud al III-lea Magnussen (rege din dinastia Estridsson, 1147-1157) și Valdemar I cel Mare (rege din dinastia Valdemar, 1147-1182)
- Flandra: Thierry de Alsacia (conte din dinastia de Alsacia, 1128-1168)
- Franța: Ludovic al VII-lea cel Tânăr (rege din dinastia Capețiană, 1137-1180; totodată, duce de Aquitania, 1137-1152)
- Germania: Conrad al III-lea (rege din dinastia Hohenstaufen, 1138-1152)
- Gruzia: Dimitrie I (rege din dinastia Bagratizilor, 1125-1155, 1155-1156)
- Hainaut: Balduin al IV-lea (conte din casa de Flandra, 1120-1171)
- Istria: Engelbert al III-lea (margraf din casa de Sponheim, 1124-1173; totodată, margraf de Carniola, 1124-1173; ulterior, margraf de Toscana, 1135-1137; ulterior, duce de Spoleto, 1135-1137)
- Kiev: Iziaslav al II-lea Mstislavici (mare cneaz din dinastia Rurikizilor, 1146-1149, 1151-1154)
- Leon: Alfonso al VII-lea (rege, 1126-1157; totodată, rege al Castiliei, 1126-1157; împărat, din 1135)
- Lorena Superioară: Mathieu I (duce din casa Lorena-Alsacia, 1139-1176)
- Luxemburg: Henric al II-lea cel Orb (conte, înainte de 1138-1196)
- Montferrat: Guglielmo al III-lea cel Bătrân (margraf din casa lui Aleramo, cca. 1135-1190)
- Muntenegru, statul Zeta: Radoslav (principe, 1142-1148 sau 1149) și Desa (principe, 1148 sau 1149-după 1151; totodată, conducător în Zahumija și Travunja, 1148 sau 1149-după 1151)
- Navarra: Garcia Ramirez al V-lea Restauratorul (rege, 1134-1150)
- Normandia: Geoffroi cel Frumos Plantagenet (duce, 1144-1151; anterior, conte de Anjou, 1129/1131-1151)
- Norvegia: Sigurd al III-lea (rege, 1136-1155), Inge I Haraldsson (rege, 1136-1161) și Oystein al II-lea Haraldsson (rege, 1142-1157)
- Olanda: Dirk al VI-lea (conte, 1122-1157)
- Polonia: Boleslaw al IV-lea cel cu Părul Creț (mare cneaz, 1146-1173)
- Portugalia: Afonso I Henriques (conte din dinastia de Burgundia, 1114-1185; rege, din 1143)
- Reazan: Igor Sveatoslavici (cneaz, 1147-1149)
- Savoia: Amedeo al III-lea (conte, 1103-1148) și Humbert al III-lea cel Puternic (conte, 1148-1189)
- Saxonia: Henric al III-lea Leul (duce din dinastia Welfilor, 1142-1180; ulterior, duce de Bavaria, 1156-1180)
- Saxonia: Conrad cel Mare (margraf din dinastia de Wettin, 1123/1130-1156)
- Scoția: David I cel Sfânt (rege, 1124-1153)
- Serbia: Uroș al II-lea (mare jupan din dinastia lui Vukan, cca. 1131-înainte de 1155, 1155-cca. 1160)
- Sicilia: Roger al II-lea (conte din dinastia de Hauteville, 1101-1154; rege, din 1130)
- Spoleto: Ulrich de Attems (vicar imperial, 1139-1152; totodată, vicar imperial pentru Toscana, 1139-1152)
- Statul papal: Eugeniu al III-lea (papă, 1145-1153)
- Suedia: Sverker I cel Bătrân (rege din dinastia Sverker, 1132-cca. 1156)
- Toscana: Ulrich de Attems (vicar imperial, 1139-1152; totodată, vicar imperial pentru Spoleto, 1139-1152)
- Toulouse: Alfons I Jourdain (conte, 1112-1148) și Raimond al V-lea (conte, 1148-1194)
- Ungaria: Geza al II-lea (rege din dinastia Arpadiană, 1141-1162)
- Veneția: Pietro Polani (doge, 1130-1148) și Domenico Morosini (doge, 1148-1156)
- Verona: Henric al VI-lea (margraf din casa de Sponheim, 1144-1151; totodată, duce de Carintia, 1144-1161)

## Africa
- Almohazii: Abd al-Mumin ibn Ali (conducător din dinastia Almohazilor, 1130-1163)
- Fatimizii: al-Hafiz li Din Allah (Abu'l-Maimun Abd al-Madjid ibn Abu'l-Kassim ibn al-Mustansir) (calif din dinastia Fatimizilor, 1131-1149)
- Hammadizii: Iahia ibn al-Aziz (emir din dinastia Hammadizilor, 1121/1122 sau 1124/1125-1152)
- Kanem-Bornu: Dunama I (sultan, cca. 1098-cca. 1159)
- Zirizii: Abu Iahia al-Hassan ibn Ali (emir din dinastia Zirizilor, 1121-1148)

## Asia

### Orientul Apropiat
- Antiohia: Raimond de Poitiers (principe, 1136-1149)
- Armenia Mică: Toros al II-lea (principe din dinastia Rubenizilor, 1145-1169)
- Bizanț: Manuel I (împărat din dinastia Comnenilor, 1143-1180)
- Califatul abbasid: Abu Abdallah Muhammad al-Muktafi ibn al-Mustazhir (calif din dinastia Abbasizilor, 1136-1160)
- Fatimizii: al-Hafiz li Din Allah (Abu'l-Maimun Abd al-Madjid ibn Abu'l-Kassim ibn al-Mustansir) (calif din dinastia Fatimizilor, 1131-1149)
- Ghaznavizii: Iamin ad-Daula Bahram Șah ibn Masud (III) (sultan din dinastia Ghaznavizilor, 1118-1157?)
- Ghurizii: Saif ad-Din Suri ibn Hussain (sultan din dinastia Ghurizilor, 1146-1149)
- Ghurizii din Bahmian și Toharistan: Fahr ad-Din Masud ibn Hussain (sultan din dinastia Ghurizilor, 1145/1146-1163)
- Ierusalim: Balduin al III-lea (rege, 1143-1163)
- Selgiucizii: Nasr ad-Din (apoi Muizz ad-Din) Abu'l-Haris Ahmad Sandjar ibn Malik-Șah (mare sultan din dinastia Selgiucizilor, 1118-1157)
- Selgiucizii din Irak: Ghias ad-Din Masud ibn Muhammad (sultan din dinastia Selgiucizilor, 1133-1152)
- Selgiucizii din Kerman: Mughis ad-Din Muhammad I Malik Șah ibn Arslan Șah (sultan din dinastia Selgiucizilor, 1142-1156)
- Selgiucizii din Konya: Rukn ad-Din Masud I Kilic Arslan (sultan din dinastia Selgiucizilor, 1116-1156)

### Orientul Îndepărtat
- Birmania, statul Arakan: Kawhya (rege din dinastia de Parin, 1133-1153)
- Birmania, statul Pagan: Alaungsithu (rege din dinastia Constructorilor de Temple, 1112-1167)
- Cambodgea, Imperiul Kambujadesa (Angkor): Suryavarman al II-lea (împărat din dinastia Mahidharapura, 1112/1113-1150)
- Cambodgea, statul Tjampa: Jaya Harivarman I (rege din cea de a unsprezecea dinastie, 1147-?) (?)
- China: Gaozong (împărat din dinastia Song de sud, 1127-1162)
- China, Imperiul Jurchenilor: Xizong (împărat din dinastia Jin, 1135-1149)
- China, Imperiul Liao de vest: Gantian Hou (împărăteasă, 1144-1150)
- China, Imperiul Xia de vest: Renzong (împărat, 1140-1193)
- Coreea, statul Koryo: Uijong (Wang Hyon) (rege din dinastia Wang, 1147-1170)
- Ghaznavizii: Sultan ad-Daula Iamin ad-Daula Bahram Șah ibn Masud (III) (sultan din dinastia Ghaznavizilor, 1118-1157?)
- Ghurizii: Saif ad-Din Suri ibn Hussain (sultan din dinastia Ghurizilor, 1146-1149)
- Ghurizii din Bahmian și Toharistan: Fahr ad-Din Masud ibn Hussain (sultan din dinastia Ghurizilor, 1145/1146-1163)
- India, statul Chalukya apuseană: Perma Jagadekamalla al II-lea (rege, 1138-1151)
- India, statul Chola: Kulottunga Chola al II-lea (rege, 1135-1150)
- India, statul Hoysala: Bittadeva Vișnuvaradhana (rege, 1110-1152)
- Japonia: Konoe (împărat, 1141-1155)
- Kashmir: Jayasimha (say Simhadeva) (rege din a doua dinastia Lohara, 1127-1154)
- Nepal: Rudradeva al II-lea (rege din dinastia Thakuri, 1147-1175)
- Sri Lanka: Gayabahu (rege din dinastia Silakala, 1137-1153)
- Vietnam, statul Dai Co Viet: My Anh-tong (rege din dinastia Ly târzie, 1138-1175)